# Rosszfiúk (album)
A Rosszfiúk című Ganxsta Zolee és a Kartel filmzene album 2000-ben jelent meg a Sas Tamás által rendezett, azonos című filmhez. A filmzene produceri munkáit Pierrot készítette. Pierrot zenéjéhez Ganxsta Zolee írta a szövegeket, aki szereplőként is látható a filmben. 
A lemez végén található Végtelen című dalban Pocsai Krisztinát és a Szacsai Baráti Kör Vegyeskarát is hallhatjuk.
Az albumról két dal jelent meg kislemezen, a Vato Loco és a Néhány jó dolog című dalok.

## Megjelenések
CD  Magyarország Epic EPC 497829 2 
1. Ex 2:36
2. Kartel Anthem 6.66 0:43
3. Az első, az utolsó, az egyetlen 3:46
4. Antiszociális 3:43
5. A csiki párduc (Whyskis & Tsa) 3:01
6. Kartel Anthem 66.6  0:47
7. Vato Loco 2:43
8. Néhány jó dolog 3:12
9. Kartel Anthem 666  0:29
10. Végtelen 2:31
11. Nem hall, nem lát, nem beszél 2:13
12. Kartel Anthem 999  1:04
13. Ez a pokol 5:02
14. Rosszfiúk Anthem (Egyveleg) 16:12